# Atlanta gaudichaudi
Atlanta gaudichaudi är en snäckart som beskrevs av Louis François Auguste Souleyet 1852. Atlanta gaudichaudi ingår i släktet Atlanta och familjen Atlantidae. Inga underarter finns listade i Catalogue of Life.